# Mitha
Mitha（みさ、女性、10月24日-）は、日本のフリーのイラストレーター・ゲームの原画家、同人作家である。東京都出身。

## 経歴
中学生の時、高河ゆんの絵に触れ美少女の絵に魅せられ、高校生の時『ファイナルファンタジー』シリーズや『サムライスピリッツ』のキャラクターの絵を描いているうちにキャラクターデザイナーの道を志す。
デザイン系の専門学校に進学するも途中で技量の進展が見出せず（本人曰く「飽きが来て落書き以上に進展しなかった」）、イラストとは全く関係の無い会社に就職する。
友人が同人誌即売会コミックマーケットにサークル参加することになり、その友人から誘われた事をきっかけに会社を退職、『Indico lite』（インディコ ライト）という名前の同人サークルを主宰する同人作家として活動。2003年頃からコミックとらのあなや、メディアワークスの雑誌にイラストレーターとして活躍。
2005年に『Gift 〜ギフト〜』でゲームの原画家としてデビュー、現在に至る。

## 主な参加作品

### アダルトゲーム
商業作品
- Gift 〜ギフト〜 (MOONSTONE)
- Gift にじいろストーリーズ (MOONSTONE)
- Clear -クリア- (MOONSTONE)
- Clear クリスタルストーリーズ (MOONSTONE)
- マジスキ 〜Marginal Skip〜 (MOONSTONE)
- ユユカナ -under the Starlight- (NanaWind)
- ALIA's CARNIVAL! (NanaWind)[1]
- ALIA's CARNIVAL! Flowering Sky (NanaWind)
- ALIA's CARNIVAL! Wパッケージ (NanaWind)
- 白恋サクラ*グラム (NanaWind)
- 春音アリス*グラム Wパッケージ (NanaWind)[2]
- 白恋サクラ＊グラムLF (NanaWind)

同人作品
- 七ヶ音学園 -風の採譜- Chapter1 (ルナSystem)
- 七ヶ音学園 -風の採譜- Chapter2 (ルナSystem)
- 七ヶ音学園 -旅行部- (ルナSystem)
- 七ヶ音学園 -旅行部- Tour:02 Hakone編 (ルナSystem)

### 一般ゲーム
- Gift -Prism- (PS2版 : Sweets、PSP版 : サイバーフロント)
- Clear 〜新しい風の吹く丘で〜 (Sweets)
- ユユカナ -under the Starlight- （萌えAPP）
- ALIA's CARNIVAL! (萌えAPP)
- ALIA's CARNIVAL! サクラメント (dramatic create)
- 春音アリス＊グラム Snow Drop (エンターグラム)

### ライトノベル
- 神聖魔法は漆黒の漆原さん (MF文庫J)

### その他
- K-BOOKS広告看板

## 画風・交友など
- ファンタジー系のオンラインゲームが趣味で、それを題材にした同人誌を数多く執筆しているだけあって、幻想的な雰囲気を漂わせるキャラクターを得手としている。『ラグナロクオンライン』のアンソロジーコミックで表紙を描いた事もある。
- 彩色は淡い色調で、やわらかく透明感のある雰囲気が出るようにしている。
- 長髪、ネコミミ好きで、服装はゴスロリ、メイド服、ニーソックス好き。2005年にはコスプレ衣装制作会社KISSで「ベルメイド」というメイド服のデザインを手がけている。「メガミマガジン」編集部の分析では胸の大きいキャラクターが多い。
- 学生時代に好きだった原画家はCARNELIANとなかむらたけし。
- 七尾奈留とは友人で現在一番注目している人物。同人誌への寄稿もたびたび行っている。
- やたのが主宰するサークル『Io lite』（あいおらいと）とは、合作を行う事が多い。

## ゲーム『Gift 〜ギフト〜』
初のゲーム原画であると同時に初のアダルト作品でもある（本作品が発売された当時は18禁系の同人誌を描いていなかったため）。
起用されたいきさつは、それまでのヘビーユーザー向けからライトユーザー向けに作風を変更したMOONSTONEがそれに合った画風を持つ原画家を1から探すべく、代表の恋純ほたるがまだ他のメーカーに起用されていない人物であることを条件にイラストレーター系のサイトをネットサーフィンし、その結果目に留まったのが彼女だったという。しかし、選考は恋純の独断だったため、彼女の起用を伝えられたMOONSTONEのスタッフは「こんな絵じゃ売れない」と酷評した。そんな中、唯一人プロデュース協力していたCIRCUSのtororoは「原画家の原石としての素材は非常に良い」と評価した。結果、前作『何処へ行くの、あの日』の2倍以上の約1万6千本を売り上げ、その評価を証明する事になった。
起用されたメーカーとその人間関係の影響で登場キャラクターの一人藤宮千紗が『D.C. 〜ダ・カーポ〜』の芳乃さくらの盗作ではないかと言われたことがあるが、金髪・ツインテール・魔女っ子・変な形をしたペットなどのプロットを提示したのは他ならぬtororoであった。なお、本人はアリスソフト『ぱすてるチャイム』のキャラクター、コレット・ブラウゼを一部参考にしてデザインしたことは語っている。